# Reprezentacja Norwegii w piłce nożnej mężczyzn
Reprezentacja Norwegii w piłce nożnej mężczyzn – zespół piłkarski, biorący udział w imieniu Norwegii w meczach i sportowych imprezach międzynarodowych, powoływany przez selekcjonera, w którym mogą występować wyłącznie zawodnicy posiadający obywatelstwo norweskie. Za jego funkcjonowanie odpowiedzialny jest Norweski Związek Piłki Nożnej, który od 1908 roku jest członkiem FIFA, a od 1954 – UEFA.
Mimo sporej popularności piłki nożnej w Norwegii, reprezentacja ta nigdy nie odniosła żadnego znaczącego sukcesu. Trzykrotnie grała na mistrzostwach świata i jej największym osiągnięciem jest wyjście z grupy w 1998 roku. Jej jedyny dotychczasowy występ na Mistrzostwach Europy w roku 2000 zakończył się na fazie grupowej.

## Historia
Norwegowie brali udział Igrzyskach Olimpijskich 1936, gdzie wywalczyli brązowy medal, oraz w mundialu 1938.
Po II wojnie światowej Norwegia należała do grupy europejskich autsajderów. W eliminacjach do kolejnych mistrzostw świata i Europy zajmowała zazwyczaj ostatnie lub przedostatnie miejsce. I chociaż czasem zdarzały się niespodziewane zwycięstwa, jak wygrana z wicemistrzem Europy Jugosławią 3:0 w kwalifikacjach do mundialu 1966, to były to przypadki odosobnione. W walce o mundial 1974 Norwegowie nie tylko ulegli 0:9 Holandii, ale także nie potrafili sobie poradzić z Luksemburgiem.
Odrodzenie zespołu nastąpiło dopiero w latach 90. XX wieku. W 1990 roku funkcję selekcjonera objął dotychczasowy opiekun drużyny młodzieżowej Egil Olsen. Cztery lata później jego podopieczni po pięćdziesięcioczteroletniej przerwie ponownie zagrali w finałach mistrzostw świata. W grupie eliminacyjnej do tego turnieju zajęli pierwsze miejsce, wyprzedzając m.in. Holandię, Anglię i Polskę. Jednak na mundialu zwycięstwo w pierwszym meczu z Meksykiem okazało się niewystarczające do awansu do drugiej rundy, gdyż w pozostałych spotkaniach podopieczni Olsena zdobyli tylko jeden punkt (0:1 z Włochami i 0:0 z Irlandią). Mimo porażki, piłkarzami norweskimi zaczęły interesować się zachodnie kluby, głównie z Premiership. Właśnie do Anglii trafiła najsilniejsza reprezentacja Norwegów; bramkarz Erik Thorstvedt grał w Tottenhamie Hotspur, gdzie niedługo potem zmienił go jego następca w drużynie narodowej Frode Grodås, w Manchesterze United przez wiele lat występowali obrońcy Henning Berg, Ronny Johnsen i napastnik Ole Gunnar Solskjær, którzy w 1999 roku zdobyli z nim Puchar Mistrzów, a partner Solskjæra z ataku Tore André Flo z Chelsea F.C. wywalczył rok wcześniej Puchar Zdobywców Pucharów. Karierę na Wyspach zrobili także m.in. obrońcy Gunnar Halle, Stig Inge Bjørnebye i pomocnik Øyvind Leonhardsen. W niemieckiej Bundeslidze dobrze sobie radził Kjetil Rekdal, a w Hiszpanii Dan Eggen, który z Deportivo Alavés awansował w 2001 roku do finału Pucharu UEFA. W lidze norweskiej w tamtym czasie zdecydowanym liderem był Rosenborg BK, występujący w latach 90. niemal rokrocznie w Lidze Mistrzów.
Do Anglii trafiali głównie bramkarze i obrońcy, ponieważ to formacja defensywna była najsilniejszą stroną drużyny prowadzonej przez Olsena. Selekcjoner preferował ustawienie 1-4-5-1, a sposób gry Norwegów nazywał „agresywnym przeszkadzaniem”. Krytycy zarzucali reprezentacji brak polotu i nieefektowny, toporny styl gry.
Olsen złożył dymisję po mundialu 1998, gdzie drużyna po raz pierwszy w historii awansowała do drugiej rundy. W rozgrywkach grupowych wygrała m.in. z obrońcami mistrzowskiego trofeum Brazylijczykami. W 1/8 finału lepsi o jedną bramkę okazali się Włosi.
Następcą Olsena został jego asystent Nils Johan Semb, który z powodzeniem kontynuował i rozwijał myśl szkoleniową poprzednika. Wciąż stawiał na doświadczonych zawodników, do których dołączyli John Arne Riise, John Carew, Eirik Bakke i Steffen Iversen. W 1999 roku reprezentacja na dwanaście meczów zanotowała dziesięć zwycięstw i w plebiscytach zarówno „France Football”, jak i „Piłki Nożnej” została wybrana najlepszą drużyną roku. Jednak pierwszy w historii występ w finałach mistrzostw Europy na Euro 2000 zakończył się rozczarowaniem; podopieczni Semba po zwycięstwie w inauguracyjnym spotkaniu z Hiszpanią zremisowali ze Słowenią i przegrali z Jugosławią i zajęli w grupie trzecie miejsce. Po tym turnieju wraz z odejściem z kadry wielu najbardziej doświadczonych piłkarzy rozpoczął się trwający do dziś kryzys piłki norweskiej.
W eliminacjach do mundialu 2002 Norwegowie dali się wyprzedzić Polsce, Ukrainie i Białorusi. Nowe pokolenie zawodników nie potrafiło zastąpić starszych graczy, a dotychczasowi liderzy – Flo, Solskjær i Carew – stracili miejsca w drużynach klubowych. Kolejne kwalifikacje, do Euro 2004, również podopieczni Semba przegrali, tym razem w barażach z Hiszpanią. Po ostatnim meczu do dymisji podał się selekcjoner Semb.
Jego następcą został Åge Hareide. Pierwszym sprawdzianem jego szkoleniowych umiejętności była walka o awans do mundial 2006, ale Norwegowie ponownie zawiedli (porażka w barażach z Czechami). W eliminacjach Euro 2008 do ostatniej kolejki rywalizowali o występ na austriacko-szwajcarskich boiskach, jednak ostatecznie zajęli trzecie miejsce w grupie, za Grecją i Turcją.
W kwalifikacjach do mundialu 2010 grali z Holandią, Szkocją, Islandią oraz z Macedonią. Eliminacje Norwegowie rozpoczęli także pod wodzą Hareidego, jednak po słabym starcie (2:2 z Islandią, 0:0 ze Szkocją i 0:1 z Holandią) w grudniu 2008 roku selekcjoner złożył dymisję. Zastąpił go twórca największych sukcesów w historii norweskiej kadry 68-letni Egil Olsen. Ostatecznie Norwegowie zajęli drugie miejsce za Holandią i pomimo zajęcia drugiego miejsca nie zakwalifikowali po raz kolejny na mistrzostwa świata i nie wystąpili w barażu, gdyż dorobek punktowy był niewystarczający do gry w barażach.
W kwalifikacjach do kolejnego turnieju, Euro 2012 Norwegowie znaleźli się w grupie H razem z Danią, Portugalią, Islandią i Cyprem. Zdobyli w nich szesnaście punktów w ośmiu spotkaniach po pięciu zwycięstwach, jednym remisie i dwóch porażkach (tyle samo co Portugalia), lecz dzięki lepszemu bilansowi bramkowemu to Portugalczycy awansowali do baraży, a norwescy piłkarze musieli zadowolić się trzecim miejscem.
Eliminacje do Mistrzostw Świata w Brazylii w 2014 roku również nie były dla norweskiej ekipy zbyt udane. Rywalami Skandynawów w grupie E były Szwajcaria, Islandia, Słowenia, Albania i ponownie Cypr. Siedemnaście dni po porażce u siebie ze Szwajcarią 0:2, 27 września 2013 roku Egil Olsen przestał być selekcjonerem kadry Norwegii. Jeszcze tego samego dnia na tym stanowisku zastąpił go Per-Mathias Høgmo, z którym Norwegowie dokończyli eliminacje zajmując ostatecznie czwarte miejsce z dorobkiem dwunastu punktów w dziesięciu spotkaniach po trzech zwycięstwach, trzech remisach i czterech porażkach.
W eliminacjach do Mistrzostw Europy we Francji w 2016 roku ekipa norweska w swojej grupie eliminacyjnej (Włochy, Chorwacja, Bułgaria, Azerbejdżan, Malta) zajęła ostatecznie trzecie miejsce z dorobkiem dziewiętnastu punktów po sześciu zwycięstwach, jednym remisie i trzech porażkach w dziesięciu spotkaniach. Oznaczało to konieczność gry w barażach o awans do turnieju głównego, w których Norwegowie trafili na reprezentację Węgier. Przegrywając oba spotkania (odpowiednio 0:1 w Oslo i 1:2 w Budapeszcie) nie awansowali na Euro.
Pod wodzą Pera-Mathiasa Høgmo norwescy piłkarze rozegrali jeszcze cztery spotkania eliminacyjne do mundialu w Rosji. Pięć dni po ostatnim z nich (wyjazdowej porażce z Czechami 1:2), 16 listopada 2016 roku Per-Mathias Høgmo przestał być selekcjonerem kadry. W lutym 2017 roku na tym stanowisku zastąpił go Szwed Lars Lagerbäck. Z nim u steru Norwegowie nie zdołali jednak awansować do Mistrzostw Świata 2018 rozgrywanych w Rosji. Obecnie grają w eliminacjach do Mistrzostw Europy 2020 w grupie F razem z Hiszpanią, Rumunią, Szwecją, Maltą oraz Wyspami Owczymi.

## Sztab szkoleniowy
| Funkcja                         | Imię i nazwisko  |
| ------------------------------- | ---------------- |
| Selekcjoner                     | Stale Solbakken  |
| Asystent                        | Sigurd Rushfeldt |
| Trener bramkarzy                | Frode Grodås     |
| Trener przygotowania fizycznego | Roar Robinson    |
| Dyrektor techniczny             | Nils Johan Semb  |

## Rekordziści
Stan na 27 września 2022
     Kolorem niebieskim zaznaczono wciąż aktywnych piłkarzy

### Najwięcej spotkań
| Lp  | Piłkarz               | Mecze | Gole | Lata      |
| --- | --------------------- | ----- | ---- | --------- |
| 1.  | John Arne Riise       | 110   | 16   | 2000–2013 |
| 2.  | Thorbjørn Svenssen    | 104   | 0    | 1947–1962 |
| 3.  | Henning Berg          | 100   | 9    | 1992–2004 |
| 4.  | Erik Thorstvedt       | 97    | 0    | 1982–1996 |
| 5.  | John Carew            | 91    | 24   | 1998–2011 |
| 5.  | Brede Hangeland       | 91    | 4    | 2002–2014 |
| 7.  | Øyvind Leonhardsen    | 86    | 19   | 1990–2003 |
| 8.  | Kjetil Rekdal         | 83    | 17   | 1987–2000 |
| 8.  | Morten Gamst Pedersen | 83    | 17   | 2004–2014 |
| 11. | Steffen Iversen       | 79    | 21   | 1998–2011 |

### Najwięcej goli
| Lp              | Piłkarz             | Gole | Mecze | Średnia   | Lata      |
| --------------- | ------------------- | ---- | ----- | --------- | --------- |
| 1.              | Jørgen Juve         | 33   | 45    | 0.73      | 1928–1937 |
| 2.              | Einar Gundersen     | 26   | 33    | 0.79      | 1917–1928 |
| 3.              | Erling Haaland      | 25   | 26    | 0.96      | 2019-     |
| 4.              | John Carew          | 24   | 91    | 0.26      | 1998–2011 |
| 5.              | Ole Gunnar Solskjær | 23   | 67    | 0.34      | 1995–2007 |
| 5.              | Tore André Flo      | 23   | 76    | 0.3       | 1995–2004 |
| 7.              | Gunnar Thoresen     | 22   | 64    | 0.34      | 1946–1959 |
| 8.              |                     |      |       |           |           |
| Steffen Iversen | 21                  | 79   | 0.27  | 1998–2011 |           |
| 10.             | Jan Åge Fjørtoft    | 20   | 71    | 0.28      | 1986–1996 |

## Selekcjonerzy
| Imię i nazwisko                          | Okres     |
| ---------------------------------------- | --------- |
| Willibald Hahn                           | 1953–1955 |
| Ron Lewin                                | 1956–1957 |
| Edmund Majowski                          | 1958      |
| Ragnar Larsen                            | 1958      |
| Kristian Henriksen                       | 1959      |
| Wilhelm Kment                            | 1960-1962 |
| Ragnar Larsen                            | 1962-1966 |
| Wilhelm Kment                            | 1967-1969 |
| Øivind Johannessen                       | 1970-1971 |
| George Curtis                            | 1972-1974 |
| Kjell Schou-Andreassen i Nils Arne Eggen | 1974-1977 |
| Tor Røste Fossen                         | 1978-1987 |
| Tord Grip                                | 1987-1988 |
| Ingvar Stadheim                          | 1988-1990 |

| Imię i nazwisko   | Okres     |
| ----------------- | --------- |
| Egil Olsen        | 1990-1998 |
| Nils Johan Semb   | 1998-2003 |
| Åge Hareide       | 2003-2008 |
| Egil Olsen        | 2009-2013 |
| Per-Mathias Høgmo | 2013-2016 |
| Lars Lagerbäck    | 2017-2020 |
| Ståle Solbakken   | 2020-     |

## Udział w międzynarodowych turniejach
| 1930 | Nie brała udziału       | Nie brała udziału       |
| 1934 | Nie brała udziału       | Nie brała udziału       |
| 1938 | Awans                   | 1/8 finalu              |
| 1950 | Nie brała udziału       | Nie brała udziału       |
| 1954 | Nie zakwalifikowała się | Nie zakwalifikowała się |
| 1958 | Nie zakwalifikowała się | Nie zakwalifikowała się |
| 1962 | Nie zakwalifikowała się | Nie zakwalifikowała się |
| 1966 | Nie zakwalifikowała się | Nie zakwalifikowała się |
| 1970 | Nie zakwalifikowała się | Nie zakwalifikowała się |
| 1974 | Nie zakwalifikowała się | Nie zakwalifikowała się |
| 1978 | Nie zakwalifikowała się | Nie zakwalifikowała się |
| 1982 | Nie zakwalifikowała się | Nie zakwalifikowała się |
| 1986 | Nie zakwalifikowała się | Nie zakwalifikowała się |
| 1990 | Nie zakwalifikowała się | Nie zakwalifikowała się |
| 1994 | Awans                   | Faza grupowa            |
| 1998 | Awans                   | 1/8 finału              |
| 2002 | Nie zakwalifikowała się | Nie zakwalifikowała się |
| 2006 | Nie zakwalifikowała się | Nie zakwalifikowała się |
| 2010 | Nie zakwalifikowała się | Nie zakwalifikowała się |
| 2014 | Nie zakwalifikowała się | Nie zakwalifikowała się |
| 2018 | Nie zakwalifikowała się | Nie zakwalifikowała się |
| 2022 | Nie zakwalifikowała się | Nie zakwalifikowała się |

| 1960 | Nie zakwalifikowała się | Nie zakwalifikowała się |
| 1964 | Nie zakwalifikowała się | Nie zakwalifikowała się |
| 1968 | Nie zakwalifikowała się | Nie zakwalifikowała się |
| 1972 | Nie zakwalifikowała się | Nie zakwalifikowała się |
| 1976 | Nie zakwalifikowała się | Nie zakwalifikowała się |
| 1980 | Nie zakwalifikowała się | Nie zakwalifikowała się |
| 1984 | Nie zakwalifikowała się | Nie zakwalifikowała się |
| 1988 | Nie zakwalifikowała się | Nie zakwalifikowała się |
| 1992 | Nie zakwalifikowała się | Nie zakwalifikowała się |
| 1996 | Nie zakwalifikowała się | Nie zakwalifikowała się |
| 2000 | Awans                   | Faza grupowa            |
| 2004 | Nie zakwalifikowała się | Nie zakwalifikowała się |
| 2008 | Nie zakwalifikowała się | Nie zakwalifikowała się |
| 2012 | Nie zakwalifikowała się | Nie zakwalifikowała się |
| 2016 | Nie zakwalifikowała się | Nie zakwalifikowała się |
| 2020 | Nie zakwalifikowała się | Nie zakwalifikowała się |
| 2024 | Nie zakwalifikowała się | Nie zakwalifikowała się |

### Grupa I
| Miejsce | Drużyna            | Mecze | Punkty | Zwyc. | Rem. | Por. | Bramki |
| ------- | ------------------ | ----- | ------ | ----- | ---- | ---- | ------ |
| 1       | Holandia           | 8     | 24     | 8     | 0    | 0    | 17-2   |
| 2       | Norwegia           | 8     | 10     | 2     | 4    | 2    | 9-7    |
| 3       | Szkocja            | 8     | 10     | 3     | 1    | 4    | 6-11   |
| 4       | Macedonia Północna | 8     | 7      | 2     | 1    | 5    | 5-11   |
| 5       | Islandia           | 8     | 5      | 1     | 2    | 5    | 7-13   |

|                    | Islandia | Macedonia Północna | Holandia | Norwegia | Szkocja |
| ------------------ | -------- | ------------------ | -------- | -------- | ------- |
| Islandia           | X        | 1:0                | 1:2      | 1:1      | 1:2     |
| Macedonia Północna | 2:0      | X                  | 1:2      | 0:0      | 1:0     |
| Holandia           | 2:0      | 4:0                | X        | 2:0      | 3:0     |
| Norwegia           | 2:2      | 2:1                | 0:1      | X        | 4:0     |
| Szkocja            | 2:1      | 2:0                | 0:1      | 0:0      | X       |

### Grupa H
| Zespół     | Pkt | M | W | R | P | Br+ | Br− | +/− |
| ---------- | --- | - | - | - | - | --- | --- | --- |
| Dania      | 19  | 8 | 6 | 1 | 1 | 15  | 6   | +9  |
| Portugalia | 16  | 8 | 5 | 1 | 2 | 21  | 12  | +9  |
| Norwegia   | 16  | 8 | 5 | 1 | 2 | 10  | 7   | +2  |
| Islandia   | 4   | 8 | 1 | 1 | 6 | 6   | 14  | −8  |
| Cypr       | 2   | 8 | 0 | 2 | 6 | 7   | 20  | −13 |

|            | Portugalia | Dania | Norwegia | Cypr | Islandia |
| ---------- | ---------- | ----- | -------- | ---- | -------- |
| Portugalia | X          | 3:1   | 1:0      | 4:4  | 5:3      |
| Dania      | 2:1        | X     | 2:0      | 2:0  | 1:0      |
| Norwegia   | 1:0        | 1:1   | X        | 3:1  | 1:0      |
| Cypr       | 1:4        | 1:4   | 1:2      | X    | 0:0      |
| Islandia   | 1:3        | 0:2   | 1:2      | 1:0  | X        |

### Grupa E
| Lp. | Drużyna    | M  | Mecze | Mecze | Mecze | Bramki | Bramki | Bramki | Pkt |
| Lp. | Drużyna    | M  | W     | R     | P     | +      | −      | +/−    | Pkt |
| --- | ---------- | -- | ----- | ----- | ----- | ------ | ------ | ------ | --- |
| 1.  | Szwajcaria | 10 | 7     | 3     | 0     | 17     | 6      | +11    | 24  |
| 2.  | Islandia   | 10 | 5     | 2     | 3     | 17     | 15     | +2     | 17  |
| 3.  | Słowenia   | 10 | 5     | 0     | 5     | 14     | 11     | +3     | 15  |
| 4.  | Norwegia   | 10 | 3     | 3     | 4     | 10     | 13     | −3     | 12  |
| 5.  | Albania    | 10 | 3     | 2     | 5     | 9      | 11     | −2     | 11  |
| 6.  | Cypr       | 10 | 1     | 2     | 7     | 4      | 15     | −11    | 5   |

|            | Norwegia | Słowenia | Szwajcaria | Albania | Cypr | Islandia |
| ---------- | -------- | -------- | ---------- | ------- | ---- | -------- |
| Norwegia   | X        | 2:1      | 0:2        | 0:1     | 2:0  | 1:1      |
| Słowenia   | 3:0      | X        | 0:2        | 1:0     | 2:1  | 1:2      |
| Szwajcaria | 1:1      | 1:0      | X          | 2:0     | 1:0  | 4:4      |
| Albania    | 1:1      | 1:0      | 1:2        | X       | 3:1  | 1:2      |
| Cypr       | 1:3      | 0:2      | 0:0        | 0:0     | X    | 1:0      |
| Islandia   | 2:0      | 2:4      | 0:2        | 2:1     | 2:0  | X        |

### Grupa H
| Zespół      | Pkt | M  | W | R | P | Br+ | Br− | +/− |
| ----------- | --- | -- | - | - | - | --- | --- | --- |
| Włochy      | 24  | 10 | 7 | 3 | 0 | 16  | 7   | +9  |
| Chorwacja   | 20  | 10 | 6 | 3 | 1 | 20  | 5   | +15 |
| Norwegia    | 19  | 10 | 6 | 1 | 3 | 13  | 10  | +3  |
| Bułgaria    | 11  | 10 | 3 | 2 | 5 | 9   | 12  | -3  |
| Azerbejdżan | 6   | 10 | 1 | 3 | 6 | 7   | 18  | -11 |
| Malta       | 2   | 10 | 0 | 2 | 8 | 3   | 16  | -13 |

|             | Włochy | Chorwacja | Norwegia | Bułgaria | Azerbejdżan | Malta |
| ----------- | ------ | --------- | -------- | -------- | ----------- | ----- |
| Włochy      | X      | 1:1       | 2:1      | 1:0      | 2:1         | 1:0   |
| Chorwacja   | 1:1    | X         | 5:1      | 3:0      | 6:0         | 2:0   |
| Norwegia    | 0:2    | 2:0       | X        | 2:1      | 0:0         | 2:0   |
| Bułgaria    | 2:2    | 0:1       | 0:1      | X        | 2:0         | 1:1   |
| Azerbejdżan | 1:3    | 0:0       | 0:1      | 1:2      | X           | 2:0   |
| Malta       | 0:1    | 0:1       | 0:3      | 0:1      | 2:2         | X     |

### Baraże
| 12 listopada 2015 | Norwegia | 0:1(0:1)Raport | Węgry · 26' Kleinheisler | Ullevaal Stadion, Oslo Sędzia: Mark Clattenburg |
|                   |          |                |                          |                                                 |

| 15 listopada 2015 | Węgry · Priskin 14' · Henriksen 83' (sam.) | 2:1(1:0)Raport | Norwegia · 87' Henriksen | Groupama Arena, Budapeszt Sędzia: Carlos Velasco Carballo |
|                   |                                            |                |                          |                                                           |

### Grupa C
| Zespół            | Pkt | M  | W  | R | P  | Br+ | Br− | +/− |
| ----------------- | --- | -- | -- | - | -- | --- | --- | --- |
| Niemcy            | 30  | 10 | 10 | 0 | 0  | 43  | 4   | +39 |
| Irlandia Północna | 19  | 10 | 6  | 1 | 3  | 17  | 6   | +11 |
| Czechy            | 15  | 10 | 4  | 3 | 3  | 17  | 10  | +7  |
| Norwegia          | 13  | 10 | 4  | 1 | 5  | 17  | 16  | +1  |
| Azerbejdżan       | 10  | 10 | 3  | 1 | 6  | 10  | 19  | -9  |
| San Marino        | 0   | 10 | 0  | 0 | 10 | 2   | 51  | -49 |

|                   | Niemcy | Czechy | Irlandia Północna | Norwegia | Azerbejdżan | San Marino |
| ----------------- | ------ | ------ | ----------------- | -------- | ----------- | ---------- |
| Niemcy            | X      | 3:0    | 2:0               | 6:0      | 5:1         | 7:0        |
| Czechy            | 1:2    | X      | 0:0               | 2:1      | 0:0         | 5:0        |
| Irlandia Północna | 1:3    | 2:0    | X                 | 2:0      | 4:0         | 4:0        |
| Norwegia          | 0:3    | 1:1    | 1:0               | X        | 2:0         | 4:1        |
| Azerbejdżan       | 1:4    | 1:2    | 0:1               | 1:0      | X           | 5:1        |
| San Marino        | 0:8    | 0:6    | 0:3               | 0:8      | 0:1         | X          |

- Stan po zakończeniu eliminacji

### Grupa F
| Zespół      | Pkt | M  | W | R | P | Br+ | Br− | +/− |
| ----------- | --- | -- | - | - | - | --- | --- | --- |
| Hiszpania   | 26  | 10 | 8 | 2 | 0 | 31  | 5   | +26 |
| Szwecja     | 21  | 10 | 6 | 3 | 1 | 23  | 9   | +14 |
| Norwegia    | 17  | 10 | 4 | 5 | 1 | 19  | 11  | +8  |
| Rumunia     | 14  | 10 | 4 | 2 | 4 | 17  | 15  | +2  |
| Wyspy Owcze | 3   | 10 | 1 | 0 | 9 | 4   | 30  | -26 |
| Malta       | 3   | 10 | 1 | 0 | 9 | 3   | 27  | -24 |

|             | Hiszpania | Szwecja | Norwegia | Rumunia | Wyspy Owcze | Malta |
| ----------- | --------- | ------- | -------- | ------- | ----------- | ----- |
| Hiszpania   | X         | 3:0     | 2:1      | 5:0     | 4:0         | 7:0   |
| Szwecja     | 1:1       | X       | 1:1      | 2:1     | 3:0         | 3:0   |
| Norwegia    | 1:1       | 3:3     | X        | 2:2     | 4:0         | 2:0   |
| Rumunia     | 1:2       | 0:2     | 1:1      | X       | 4:1         | 1:0   |
| Wyspy Owcze | 1:4       | 0:4     | 0:2      | 0:3     | X           | 1:0   |
| Malta       | 0:2       | 0:4     | 1:2      | 0:4     | 2:1         | X     |

#### Baraże o udział w Euro 2020

##### Półfinały
| 8 października 2020 20:45 CET | Norwegia · Normann 88' | 1:2 (dogr.)(0:0, 1:1, 1:2)Raport | Serbia · 82', 102' Milinković-Savić | Ullevaal Stadion, Oslo Widzów: 200 Sędzia: Daniele Orsato |
|                               |                        |                                  |                                     |                                                           |

### Grupa G
| Lp. | Drużyna    | M  | Mecze | Mecze | Mecze | Bramki | Bramki | Bramki | Pkt |
| Lp. | Drużyna    | M  | W     | R     | P     | +      | −      | +/−    | Pkt |
| --- | ---------- | -- | ----- | ----- | ----- | ------ | ------ | ------ | --- |
| 1.  | Holandia   | 10 | 7     | 2     | 1     | 33     | 8      | +25    | 23  |
| 2.  | Turcja     | 10 | 6     | 3     | 1     | 27     | 16     | +11    | 21  |
| 3.  | Norwegia   | 10 | 5     | 3     | 2     | 15     | 8      | +7     | 18  |
| 4.  | Czarnogóra | 10 | 3     | 3     | 4     | 14     | 15     | −1     | 12  |
| 5.  | Łotwa      | 10 | 2     | 3     | 5     | 11     | 14     | −3     | 9   |
| 6.  | Gibraltar  | 10 | 0     | 0     | 10    | 4      | 43     | −39    | 0   |

|            | Holandia | Turcja | Norwegia | Czarnogóra | Łotwa | Gibraltar |
| ---------- | -------- | ------ | -------- | ---------- | ----- | --------- |
| Holandia   | X        | 6:1    | 2:0      | 4:0        | 2:0   | 6:0       |
| Turcja     | 4:2      | X      | 1:1      | 2:2        | 3:3   | 6:0       |
| Norwegia   | 1:1      | 0:3    | X        | 2:0        | 0:0   | 5:1       |
| Czarnogóra | 2:2      | 1:2    | 0:1      | X          | 0:0   | 4:1       |
| Łotwa      | 0:1      | 1:2    | 0:2      | 1:2        | X     | 3:1       |
| Gibraltar  | 0:7      | 0:3    | 0:3      | 0:3        | 1:3   | X         |